# SHA-3
SHA-3 (Secure Hash Algorithm version 3) é um algoritmo para geração de códigos hash. Foi lançado em 2015 para substituir os antecessores SHA-1 e SHA-2.
Em 2 de Novembro de 2007 o NIST anunciou uma competição pública para definir um novo algoritmo de hash tendo em vista substituir os algoritmos SHA-1 e SHA-2, em 2012. O novo algoritmo veio a ser denominado SHA-3. Esta competição surgiu como resposta aos avanços em criptoanálise do algoritmo SHA-1.

## Competição NIST para função de hash
Para a primeira rodada do concurso, o NIST recebeu, em outubro de 2008, 64 propostas de funções de hash. Dessas,  só 51 foram aceitas para prosseguir o concurso em dezembro de 2008.
Na segunda rodada, em julho de 2009, somente 14 propostas de funções de hash ficaram na competição: BLAKE, Blue Midnight Wish, Cbe-Hash, ECHO, Fugue, Grostl, Hamsi, JH, Keccak, Luffa, Shabal, Shavite-3, SIM e Skein.
Em dezembro de 2010 foram publicados pela NIST as 5 funções finalistas para a terceira e última rodada da competição, que foram: BLAKE, Grøstl, JH, Keccak e Skein.
Em 2 de outubro de 2012, o algoritmo Keccak, foi declarado vencedor da competição.

## Ver Também
- SHA-1
- SHA-2
- MD5